# Kanton Château-Gontier-Est
Kanton Château-Gontier-Est (fr. Canton de Château-Gontier-Est) je francouzský kanton v departementu Mayenne v regionu Pays de la Loire. Tvoří ho pět obcí.

## Obce kantonu
- Azé
- Château-Gontier (východní část)
- Fromentières
- Ménil
- Saint-Fort